# Friedlandglocke

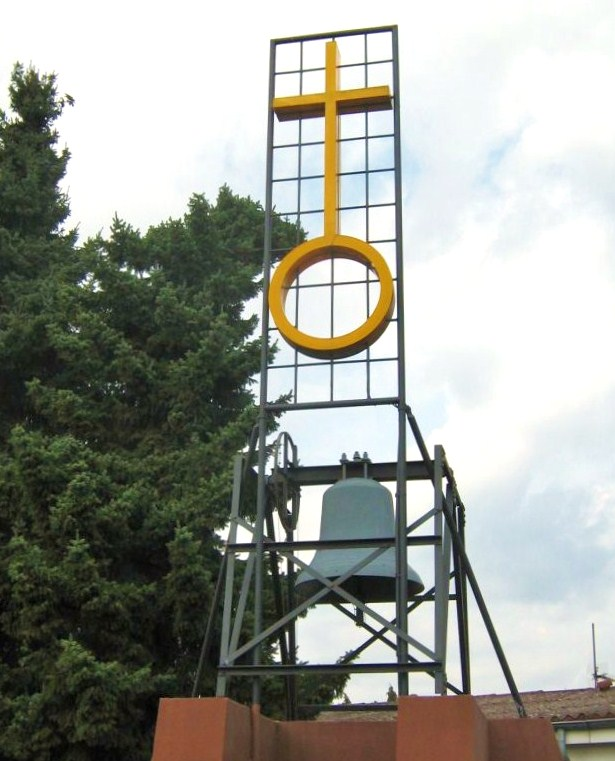
Die Friedlandglocke im Zustand des Jahres 2012

Die Friedlandglocke, auch Heimkehrerglocke genannt, ist eine Eisenhartgussglocke, die 1949 von Vertriebenen, Flüchtlingen und Heimkehrern dem Lager Friedland gespendet wurde. Ihr Klang, der von dem „Appell (...) zum Friedens- und Freiheitsbekenntnis, dem Aufruf zum Recht auf Heimat und Selbstbestimmung“ künden soll und nach dem Zweiten Weltkrieg zudem zur Wiedervereinigung Deutschlands und der Welt aufrief, wurde außerhalb des Lagers über den Rundfunk verbreitet. Darüber hinaus wurde die Glocke an verschiedene Kundgebungsorte der Deutschlandtreffen der Heimkehrer verbracht, um die Veranstaltungen einzuläuten. 
Die Lagerglocke befindet sich nicht in einem Kirchturm, sondern auf einem Gerüst, das sich im Lauf der Zeiten mehrfach gewandelt hat.
Friedrich Hirsch und Dankmar Venus widmeten der Friedlandglocke ein Lied.

## Daten
- Hersteller: J. F. Weule, Bockenem
- Jahr der Fertigung: 1949
- Einweihung: 1949
- Gewicht: 700 kg
- Schlagton: g’

Koordinaten: 51° 25′ 24,7″ N, 9° 54′ 39,3″ O